# Rod Serling
Rod Serling (engl. Rod Serling; Sirakjuz, 25. decembar 1924 — Ročester, 28. jun 1975) je poznati američki scenarista, najpoznatiji po svojoj TV seriji „Zona sumraka“.
Nagrađen je sa dve nagrade Emi za scenario 1960. i 1961. godine, a za režiju nagradom Zlatni globus 1962. godine.